# 2 Armia (Cesarstwo Niemieckie)

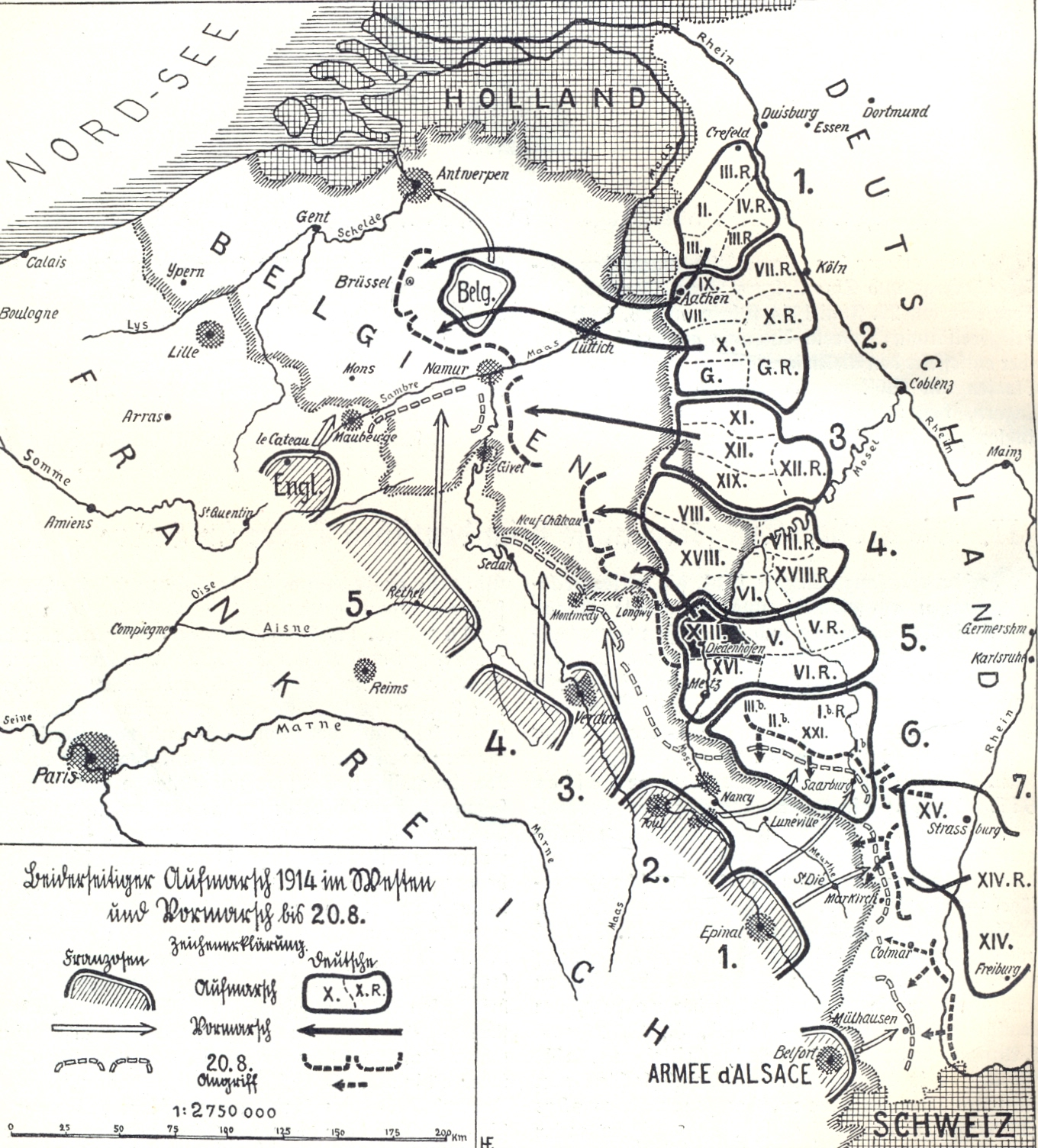
Rowiniecie niemieckich armii na froncie zachodnim w sierpniu 1914

2 Armia  (niem. 2. Armee)  – związek operacyjny Armii Cesarstwa Niemieckiego. 
W sierpniu 1914 rozwinięto w Niemczech do etatów wojennych związki operacyjne (armie). Tak zmobilizowaną 2 Armię Polową wysłano do walk na front zachodni.

## Struktura organizacyjna
Skład 2 sierpnia 1914:
- dowództwo armii
- Korpus Gwardii[b]
- VII Korpus Armijny[c]
- X Korpus Armijny[d]
- Korpus Rezerwowy Gwardii[e]
- VII Rezerwowy Korpus Armijny[f]
- X Rezerwowy Korpus Armijny[g]
- 25 Mieszana Brygada Landwehry
- 29 Mieszana Brygada Landwehry